# Myra Hunter
Myra Sally Hunter es profesora de psicología clínica de la salud en el Instituto de Psiquiatría, Psicología y Neurociencia del King's College de Londres y psicóloga clínica y de la salud en el South London and Maudsley NHS Foundation Trust, fundación especializada en salud mental.

## Investigación
La investigación de Hunter se especializa en el campo de las perspectivas psicológicas de la salud de la mujer, la cardiología y la oncología. Ha elaborado y evaluado intervenciones cognitivo-conductuales en mujeres aquejadas de angina de pecho, síndrome premenstrual y, en tiempos más recientes, molestias menopáusicas (incluidas pacientes sanas y otras que padecieron cáncer de mama).
Actualmente aplica las intervenciones a hombres que padecen bochornos consecutivos al tratamiento del cáncer de próstata, y evalúa una breve terapia cognitivo-conductual para las mujeres que sufren depresión durante el embarazo.

## Cargos
Es miembro del Grupo de Estudios Clínicos de la Mama del Instituto Nacional de Investigación del Cáncer del Reino Unido, el cual ha establecido un equipo de trabajo multidisciplinar para evaluar y mejorar la atención de las complicaciones vasomotoras (2013-2015), y asesora experta en psicología del grupo de orientación sobre la menopausia del Instituto Nacional de Excelencia en el Cuidado de la Salud del Reino Unido (2013-2015).

## Publicaciones seleccionadas
- Mann, Eleanor; Smith, Melanie J; Hellier, Jennifer; Balabanovic, Janet A; Hamed, Hisham; Grunfeld, Elizabeth A; Hunter, Myra S (2012). «Cognitive behavioural treatment for women who have menopausal symptoms after breast cancer treatment (MENOS 1): A randomised controlled trial». The Lancet Oncology 13 (3): 309-318. PMC 3314999. PMID 22340966. doi:10.1016/S1470-2045(11)70364-3.
- «Effectiveness of group and self-help cognitive behavior therapy in reducing problematic menopausal hot flushes and night sweats (MENOS 2): A randomized controlled trial». Menopause 19 (7): 749-759. 2012. PMID 22336748. doi:10.1097/gme.0b013e31823fe835.
- Hunter, MS; Smith, M (Oct 2013). Managing hot flushes and night sweats: a cognitive behavioural approach to menopause. Routledge. ISBN 0-415-62515-7.
- Grunfeld, Elizabeth A.; Hunter, Myra S.; Sikka, Pooja; Mittal, Sangeeta (2005). «Adherence beliefs among breast cancer patients taking tamoxifen». Patient Education and Counseling 59 (1): 97-102. PMID 16198223. doi:10.1016/j.pec.2004.10.005.
- Burgess, C; Hunter, MS; Ramirez, AJ (2001). «A qualitative study of delay among women reporting symptoms of breast cancer». The British Journal of General Practice 51 (473): 967-971. PMC 1314188. PMID 11766868.
- Hunter, Myra S.; O'Dea, Irene; Britten, Nicky (1997). «Decision-making and hormone replacement therapy: A qualitative analysis». Social Science & Medicine 45 (10): 1541. doi:10.1016/S0277-9536(97)00091-9.
- Hunter, Myra; Philips, Clare (1981). «The experience of headache — an assessment of the qualities of tension headache pain». Pain 10 (2): 209-19. PMID 7267137. doi:10.1016/0304-3959(81)90196-2.